# 坂井戸町
坂井戸町（さかいどちょう）は、愛知県名古屋市西区の地名。
丁番を持たない単独町名である。住居表示未実施。

## 地理
名古屋市西区北部に位置する。東は大野木一丁目、西から南は山田町上小田井、北西は市場木町に接する。

## 歴史

### 町名の由来
字坂井戸に由来する。

### 沿革
- 1960年（昭和35年）3月4日 - 大野木土地区画整理組合の設立が認可される[9]。
- 1972年（昭和47年）9月28日 - 西区山田町大字大野木の一部により、同区坂井戸町として成立する[1]。
- 1975年（昭和50年）10月15日 - 西区山田町大字上小田井の一部を編入する[1]。

## 世帯数と人口
2019年（平成31年）2月1日現在の世帯数と人口は以下の通りである。
| 町丁     | 世帯数  | 人口  |
| -------- | ------- | ----- |
| 坂井戸町 | 340世帯 | 722人 |

## 学区
市立小・中学校に通う場合、学校等は以下の通りとなる。また、公立高等学校に通う場合の学区は以下の通りとなる。
| 番・番地等 | 小学校                 | 中学校                 | 高等学校 |
| ---------- | ---------------------- | ---------------------- | -------- |
| 全域       | 名古屋市立大野木小学校 | 名古屋市立山田東中学校 | 尾張学区 |

## 交通
- 愛知県道158号小口名古屋線[8]
- 愛知県道63号名古屋江南線[8]

## 施設
- 津島社[7]
- 曹洞宗薬師寺[7]
- 坂井戸公園[7]
- 秋葉堂[7]

## その他

### 日本郵便
- 郵便番号 : 452-0804[4]（集配局：名古屋西郵便局[12]）。